# 歴史戦
歴史戦（れきしせん）とは2014年4月より産経新聞の特集として組まれている一連の記事。阿比留瑠比によって書籍化され同年10月17日に産経新聞出版から出版された。転じて、中国、韓国、北朝鮮によるプロパガンダ及び、それに対する対抗言論そのものを指す用語としても用いられている。

## 概要
朝日新聞による慰安婦報道が、海外における性奴隷としての認識に影響、クマラスワミ報告や中国、韓国、国外の歴史認識を歪め、日本が強制連行を認めたという国際認識をつくりだした河野談話を批判、性奴隷、強制連行、20万人という認識の拡散の原点であるとして厳しく糾弾するとともに、捏造はどのような構造でどのように行われてきたかを分析、朝日新聞の報道を「反日」であると展開、また、中国は謀略の国、国連は「反日」に利用されているとし、慰安婦の捏造が広まっている現代における「戦い」であると強調、朝日新聞、中国、韓国とどう戦うかについて論説を繰り広げた。

## 経緯
産経新聞は、『貶める韓国 脅す中国』の続編として2014年4月1日より『歴史戦』と題して河野談話に影響を与えたと批判、朝日新聞の慰安婦報道の虚構を追及した。2014年8月5日、朝日新聞は吉田証言は虚偽だと判断し、記事を取り消しつつ、自由を奪われた強制性はあったとし、河野談話は吉田証言に依拠せず揺るがないとした。また、韓国の元外交官の話として「韓国政府が慰安婦問題の強制性の最大の根拠としてきたのは元慰安婦の生の証言であり、それは今も変わっていない。吉田氏の証言が問題の本質ではありえない」と伝えた。産経新聞はこれに対し、特集記事で再度問題をすり替えたと批判、連載を続けた。

## 言及

### 肯定的見解
- 櫻井よしこは産経新聞紙面で「官民の力を合わせてこの不条理な戦争に勝たなければならない。その第一歩として、日本人全員に読んでほしいのが本書である。」と評した[6]。

### 否定的見解
- 金玄基・中央日報東京支局長（当時。現在は中央日報・JTBC東京総局長）は「論調どうのという次元を離れて低質の極みだ。」と評した[7]。
- 大阪国際大学・神戸学院大学で講師を務める哲学者で歴史研究家の能川元一は『週刊金曜日』2016年11月11日号で、2015年3月10日付産経新聞が国連女性の地位委員会にあわせて日本の右派と在米日本人が開催した集会に対して行われた現地市民の抗議活動について「数人がニューヨーク市警察に一時拘束されたという」と報じたことについて、「そのような事実はない」と否定し、「『歴史戦』特集にはずさんな報道も見られる」と批判した[8]。
- 東亜日報は、「猪口邦子によって山口智美、ジェフリー・キングストンなどアメリカの歴史学者達に、呉善花の『反日韓国に未来は無い』と共に献本と称して撒かれたが、「表紙を見てゴミ箱行きにした」という人物もいる。総じて外国では嘲笑の対象になっている[9]」と報じた。この“献本”にはフジ住宅傘下の「一般社団法人今井光郎文化道徳歴史教育研究会」が関与している[10]。

## 書籍
- 産経新聞社『歴史戦 ―朝日新聞が世界にまいた「慰安婦」の嘘を討つ―』産経新聞出版、2014年10月20日。ISBN 978-4-8191-1253-6。
- 山崎雅弘『歴史戦と思想戦 ―歴史問題の読み解き方―』集英社、2019年5月7日。ISBN 978-4087210781。対抗言論として。